# Paredes de Coura
Paredes de Coura là một huyện thuộc tỉnh Viana do Castelo, Bồ Đào Nha. Huyện này có diện tích 138 km², dân số thời điểm năm 2001 là 9571 người.